# Projektionsprinzip
Das Projektionsprinzip sowie das Erweiterte Projektionsprinzip (EPP) sind linguistische Prinzipien innerhalb der Generativen Transformationsgrammatik, die im Theorierahmen des Government and Binding von Noam Chomsky festgeschrieben wurden.
Das ältere Projektionsprinzip, sowie das aktuellere Erweiterte Projektionsprinzip lauten:
- Lexikalische Information ist syntaktisch repräsentiert.
- Alle Sätze brauchen ein Subjekt.

Die folgenden Sätze sind Beispiele für die Prinzipien:
a) Es ist wahrscheinlich, dass Hans schläft.
b) *Hans ist wahrscheinlich, dass er schläft.
Zunächst zur Verb-Argumentstruktur im Matrixsatz: X ist wahrscheinlich verlangt nach einem eingebetteten Komplementärsatz, sowie nach einem Subjekt, wegen der Ungrammatikalität folgender Sätze: *ist wahrscheinlich, dass Hans schläft. und *Es ist wahrscheinlich. Das erweiterte Projektionsprinzip erklärt nicht, warum Sätze ein Subjekt brauchen, sondern wurde aus Notwendigkeit eingeführt.
Die Theta-Theorie besagt, dass jede Theta-Rolle genau einmal vergeben werden muss. b) legt nahe, dass dies im Fall von Hans offenbar nicht funktioniert, das Verb also nur eine Theta-Rolle zu vergeben hat. Das Projektionsprinzip besagt, dass ein Verb seine lexikalischen Informationen so entfaltet, dass sie in der Syntax sichtbar werden. Die Argumentstruktur ist im sogenannten Theta-Raster kodiert. Beispielsweise verlangt das deutsche Verb schnarchen nach einem Argument, nämlich einem Subjekt wie in Hans schnarcht. *Hans schnarcht den Kuchen ist hingegen unmöglich. Also ist schnarchen ein einstelliges Verb. treten ist ein zweistelliges Verb, geben ein dreistelliges etc. Wird die Anzahl der erforderten Argumente nicht erfüllt, ist das Prinzip verletzt und der Satz ungrammatisch.
Es in a) ist ein Expletivum: syntaktisch fällt es unter die Kategorie der Determiniererphrase (DP) und trägt nichts zum semantischen Sinn des Satzes bei (vgl.: Dass Hans schläft, ist wahrscheinlich. und nicht: *Dass Hans schläft, es ist wahrscheinlich.). Nach dem Expletivum lässt sich ferner nicht sinnvoll fragen: *Was ist wahrscheinlich, dass Hans schläft? (Antwort: es), aber: Was ist wahrscheinlich? (Antwort: dass Hans schläft).
Das Erweiterte Projektionsprinzip fordert zusätzlich, dass jeder Satz ein Subjekt haben muss. Dies erklärt die Notwendigkeit eines Expletivums. In Pro-Drop-Sprachen (z. B. Italienisch, Latein) sieht dies anders aus: Hier wird das Subjekt nicht syntaktisch repräsentiert, sondern wird mitunter alleine in der Flexion des Verbs sichtbar.